# Если враг не сдаётся…
«Если враг не сдаётся…» — советский широкоформатный художественный фильм о Великой Отечественной войне советского кинорежиссёра Тимофея Левчука.

## Сюжет
В фильме рассказывается о знаменитой Корсунь-Шевченковской операции — одной из стратегически важных военных операций Великой Отечественной войны, проведённой советским командованием в начале 1944 года, после победы в которой для Красной армии открылся выход на Балканы.
Фильм заканчивается началом подготовки Уманско-Ботошанской операции.

## В ролях
- Михаил Ульянов — маршал Жуков
- Яков Трипольский — Сталин
- Владимир Меньшов — генерал армии Конев
- Анатолий Пазенко — генерал армии Н. Ф. Ватутин
- Альгимантас Масюлис — генерал-фельдмаршал Манштейн
- Валентин Гафт — Штеммерманн, немецкий генерал
- Артем Карапетян — генерал Джошуа
- Владимир Талашко — Русанов
- Михаил Игнатов —
- Екатерина Крупенникова — Лебедева
- Алла Парфаньяк —
- Игорь Слободской —
- Александр Мовчан — Селиванов
- Александр Быструшкин — Кузнецов
- Всеволод Гаврилов — Савельев
- Анатолий Васильев — майор Чернецов
- Анатолий Матешко — Смирнов
- Сергей Иванов — лейтенант Зацепин
- Вера Кузнецова — Устя Байда
- Нина Веселовская — Мотря Байда
- Анатолий Барчук — Николай Байда
- Фёдор Стригун — Фёдор Байда
- Маргарита Криницына — жена полицая
- Константин Степанков — эпизод
- Геннадий Болотов — эпизод

## Съёмочная группа
- Сценарист: Евгений Оноприенко
- Режиссёр: Тимофей Левчук
- Оператор: Эдуард Плучик
- Художник-постановщик: Вульф (Владимир) Агранов
- Композитор: Евгений Станкович
- текст от автора читают Артём Карапетян и Юрий Левитан

## Награды
- Всесоюзный кинофестиваль 1983 г. в Ленинграде